# Haworthia nortieri var. globosiflora
Haworthia nortieri var. globosiflora és una varietat de Haworthia nortieri del gènere Haworthia de la subfamília de les asfodelòidies.

## Descripció
Haworthia nortieri var. globosiflora és una suculenta que es diferencia de l'espècie Haworthia nortieri en absència de taques translúcides a la fulla, i la semblança vegetativa amb H. arachnoidea a la mateixa zona és enganyosa. Tot i això, les fulles tenen un caràcter una mica més grisenc que ``H. arachnoidea.

## Distribució i hàbitat
Aquesta varietat creix a la província sud-africana del Cap Occidental i Septentrional, concretament, es troba a l'àrea de Doornbosch al sud de Botterkloof, que també és relativament inexplorada. També es troba des de l'est fins al pas Ouberg, al sud-oest de Sutherland.

## Taxonomia
Haworthia nortieri  var. globosiflora va ser descrita per (G.G.Sm.) M.B.Bayer i publicat a Haworthia Handb.: 119, a l'any 1976.
Etimologia
Haworthia: nom en honor del botànic britànic Adrian Hardy Haworth (1767-1833).
nortieri: epítet en honor del metge i botànic sud-africà el Dr. Pieter Le Fras Nortier (1884-1955).
var. globosiflora: epítet llatí que significa "flors arrodonides".
Sinonímia
- Haworthia globosiflora G.G.Sm., J. S. African Bot. 16: 11 (1950). (Basiònim/Sinònim substituït).[5]